# グランコーナ
グランコーナ（伊: Grancona）は、イタリア共和国ヴェネト州ヴィチェンツァ県ヴァル・リオーナに属する分離集落（フラツィオーネ）。
かつては独立したコムーネであったが、2017年2月17日にサン・ジェルマーノ・デイ・ベーリチと合併して新自治体の一部となった。

## 地理

### 位置・広がり

#### 隣接コムーネ
コムーネとしてのグランコーナは、以下のコムーネと隣接していた。
- ブレンドラ
- ロニーゴ
- サン・ジェルマーノ・デイ・ベーリチ
- サレーゴ
- ヴィッラーガ
- ゾヴェンチェード